# چوسووایا
چوسووایا (روسی: Чусова́я) یک رودخانه در سرزمین پرم و استان سوردلوفسک کشور روسیه است.